# Kvinden, du gav mig
Kvinden, du gav mig (originaltitel The Kindness of Women) er en roman fra 1981 af den engelske forfatter J. G. Ballard. Bogen er en fortsættelse af romanen Solens rige (originaltitel Empire of the Sun) fra 1984. Kvinden, du gav mig er til dels selvbiografisk og beskriver hovedpersonen fra Solens rige, Jim, og hans afrejse fra Kina, hvor han er født og har været interneret under 2. verdenskrig, og hans besøg i England og andre dele af Europa.
Denne artikel er en oversættelse af artiklen The Kindness of Women på den engelske Wikipedia. 